# Do It for Your Lover
 (srp. Uradi to za tvog ljubavnika) pesma je napisana i izvedena od strane španskog pevača Manela Navara. Dana 13. januara 2017. Sony Music Spain objavio je pesmu. Predstavljaće Španiju na izboru za Pesmu Evrovizije 2017. u Kijevu (Ukrajina).

## Spisak pesama
| №  | Naziv | Trajanje |  |
| 1. |       | 3:24     |  |

## Istorija objave
| Regija      | Datum            | Format                | Izdavačka kuća |
| ----------- | ---------------- | --------------------- | -------------- |
| Širom sveta | 13. januar 2017. | Digitalno preuzimanje |                |

## Spoljašnje veze
- Zvanični audio-zapis pesme na Jutjubu